# Glossario di Dragon Ball
Questa è la lista dei termini specifici del manga Dragon Ball e delle opere da esso tratte.

## Oggetti

### Acqua del dio maestoso
L'acqua del dio maestoso (超神水?, Chōshinsui), o acqua miracolosa nel doppiaggio italiano dell'anime, è un liquido in possesso di Karin in grado di rivelare la forza nascosta di chi lo beve. È tuttavia anche un potente veleno, in quanto prima di Goku, nessuna delle quattordici persone che hanno tentato di berlo sono sopravvissute. Bevendola, Goku ottiene la forza necessaria a sconfiggere il Grande Mago Piccolo nella sua forma giovanile.
Quando Goku si reca per la prima volta da Karin, per diventare più forte e sconfiggere Taobaibai, egli deve acchiapparlo per poter bere l'acqua sacra (超聖水?, Chōseisui) che poi si scopre essere soltanto normale acqua di pozzo, in quanto essa era semplicemente un pretesto per permettere al guerriero di allenarsi rincorrendo Karin. Comunque il nome originale di questa acqua è molto simile alla precedente, cambia soltanto la parola e l'ideogramma di mezzo, ossia "sei" (sacro/benedetto) invece di "shin" (dio/divino).

### Anello del tempo
L'anello del tempo (時の指輪?, Toki no Yubiwa) è un oggetto magico introdotto in Dragon Ball Super. Gli anelli del tempo sono posseduti dai Kaiohshin e permettono loro di andare nel futuro e ritorno (non permettono agli utilizzatori di andare nel passato, cosa vietata anche agli dei). Sono usati dai Kaiohshin per osservare lo sviluppo delle nuove civiltà che appaiono nel loro universo, e ve ne sono di due tipi: grigio-argento e verde. Quelli grigio-argento sono gli anelli normalmente utilizzati dai Kaiohshin, mentre gli anelli verdi rappresentano delle linee temporali alternative: ogni volta che il corso della Storia diverge da quello previsto (cosa che può succedere a causa di viaggi temporali nel passato o delle azioni di alcune divinità), un nuovo anello verde compare immediatamente a disposizione per ciascun Kaiohshin.

### Bastone Nyoi
Il bastone Nyoi (如意棒?, Nyoi-bō) è un bastone magico di colore rosso, regalato da Nonno Son Gohan al nipote Goku. Il suo potere è quello di potersi allungare e accorciare a piacimento, anche se non viene mai chiarito se abbia un'estensione massima o meno. Nella prima parte della storia è l'arma preferita di Goku, che lo usa con grande abilità. L'origine del bastone proviene dal classico della letteratura cinese Il viaggio in Occidente, infatti anche Sun Wukong, il protagonista del romanzo possedeva un bastone magico con queste proprietà. Nel doppiaggio di Junior TV è chiamato bastone Nyobo, mentre nell'edizione Mediaset viene chiamato semplicemente bastone magico. Nell'edizione Evergreen del fumetto, alla sua prima apparizione è stato curiosamente chiamato bastone Ryui, lasciando confusi molti lettori. Quest'ultima denominazione è semplicemente la trascrizione cinese del termine, infatti nel racconto  Il viaggio in Occidente il bastone si chiama Ruyi jingu bang.
Il bastone Nyoi permette di raggiungere il Santuario del Dio della Terra partendo dalla Torre di Karin: in cima a quest'ultima si trova un foro in cui il bastone può essere inserito. Una volta inserito l'oggetto si estende fino a toccare la base del Santuario, che può quindi essere raggiunto arrampicandosi sul bastone stesso. Più volte Goku e i suoi compagni utilizzano questo metodo per raggiungere il Santuario.

### Blue Aurum
Il Blue Aurum (ブルーオーラム?, Burū Ōramu) è un minerale prezioso che si estrae dalle miniere del pianeta Jung. Come spiega Jaco queste pietre preziose hanno la funzione di alimentatori di energia con le quali si potrebbero costruire armi di distruzione di massa, ragion per cui i criminali sono tentati di rubare il Blue Aurum a scopo di lucro.

### Capsule Hoi-Poi
Le Capsule Hoi-Poi ("Capsule Hoplà" nel doppiaggio italiano degli adattamenti animati) sono dei contenitori cilindrici delle dimensioni di una gomma da cancellare e dalla massa irrisoria nei quali è possibile inserire del materiale azzerandone volume e massa: Nam utilizza una capsula vuota per inserirvi l'acqua necessaria a combattere la siccità che ha colpito il suo villaggio. Il Dr. Brief le usa per nascondervi le proprie riviste pornografiche e stando a Bulma vi possono essere rinchiusi perfino dei sottomarini.
Le Capsule Hoi-Poi sono prodotte dalla Capsule Corporation di proprietà del Dr. Brief, padre di Bulma.

### Comando di disattivazione
Il comando di disattivazione (リモートのシャットダウン?, Rimōto no Shattodaun) è un congegno capace di disattivare i cyborg Numero 17 e 18 rendendoli inermi inibendo le loro riserve di energia. Si presenta come un piccolo telecomando con il pulsante di disattivazione, affinché i due cyborg vengano disattivati il pulsante deve essere spinto in vicinanza all'obbiettivo. Ne sono stati costruiti due, il primo dal Dr. Gelo, ma gli è stato sottrato da 17 che poi lo ha distrutto, il secondo invece viene costruito da Bulma e benché Crilin potesse usarlo per disattivare 18 alla fine lo distrugge non avendo il coraggio di farlo essendosi innamorato di lei.

### Dispositivo di assorbimento energetico
Il dispositivo di assorbimento energetico (エネルギー吸引機?, Enerugī Kyūinki) è uno strumento magico di proprietà del mago Babidy. Ha l'aspetto di una teiera bianca dal lungo beccuccio, con una "M" marchiata. Entrando in contatto con una persona può prosciugarlo di tutte le sue energie, fino a farlo crollare al suolo, infatti Yamu e Spopovitch (a cui Babidy aveva concesso il dispositivo) se ne servono per prelevare a Gohan tutta la sua forza, benché ciò fosse stato facilitato dal fatto che il Kaiohshin dell'Est lo avesse immobilizzato con la sua telecinesi. L'energia che il dispositivo di assorbimento energetico ha drenato da Gohan è servita a inibire gran parte del sigillo che teneva prigioniero Majin Bu.

### Dragon Radar
Il Dragon Radar (ドラゴンレーダー?, Doragon Rēdā), chiamato spesso radar cercasfere nell'edizione italiana dell'anime, è un dispositivo, che viene usato da Goku e dai suoi compagni e che serve a localizzare l'esatta posizione delle sfere del drago. Il primo ad apparire è quello costruito da Bulma: esso ha una forma simile a un orologio da taschino di colore bianco, grande quanto il palmo di una mano, dotato di uno schermo di colore verde in cui le sfere sono indicate con puntini di colore giallo. Esso è dotato di un pulsante che se premuto permette di avere vari livelli di zoom sulla mappa visualizzata. La tecnologia del Dragon Radar di Bulma è talmente complessa che perfino Sambee Norimaki si rivela incapace di ripararlo.
Anche Pilaf ed il Red Ribbon sono stati capaci di costruire dei Dragon Radar: si tratta di dispositivi di grandi dimensioni e quindi intrasportabili. Il dispositivo del Red Ribbon risulta inoltre essere molto impreciso.
In Dragon Ball Super, poi, Bulma crea una variante del Dragon Radar più grande rispetto al modello precedente, e questa variante è in grado di rintracciare le super sfere del drago nell'universo.
Nel film Dragon Ball Z: La sfida dei guerrieri invincibili anche Slug fa uso di un radar cercasfere.

### Katchin
Il katchin (カッチン?, kacchin) è considerato come il materiale più resistente di tutto l'universo, che solo esseri superiori come le divinità o gli angeli possono usare. Il Kaiohshin dell'Est proiettò un cubo di katchin affinché Goku lo usasse per testare la forza della Spada Z maneggiata da Gohan, ma il materiale era troppo resistente per la spada e la sua lama si spezzò, facendo fuoriuscire l'Anziano Kaiohshin. Nel manga di Dragon Ball Super, anche Zamasu si è dimostrato capace di materializzare cubi di katchin.
Esiste inoltre una variante di questo materiale chiamata kachi katchin (カチカッチン鋼?, kachi kattchin kō) e più resistente, usata dal Gran Sacerdote per costruire la piattaforma galleggiante che fa da ring per il Torneo del Potere.

### Micro Band
Il Micro Band (ミクロバンド?, Mikuro Bando) è un congegno costruito da Bulma. Apparentemente sembra un comune orologio da polso, ma premendo il pulsante sul congegno colui che lo indossa rimpicciolisce diventando piccolo quanto un topo, e ripremendo il pulsante si ritorna a statura normale. Bulma se ne serve per viaggiare sulla nuvola d'oro di Goku rimpicciolendosi, potendo stare all'interno della tunica del ragazzo. Bulma successivamente donerà il dispositivo a Muten.

### Misuratori energetici
I misuratori energetici (エネルギーメーター?, Enerugī Mētā) sono dei dispositivi utilizzati dal mago Babidy e dai suoi uomini allo scopo di individuare delle fonti di energia pura necessaria per risvegliare Majin Bu. Il primo di essi appare in mano a Yamu e Spopovitch, mentre la seconda e ultima apparizione del dispositivo avviene durante la battaglia fra Goku e Yakon. L'energia rilevata viene misurata in "kiri".

### Nuvola d'oro

Goku sulla nuvola d'oro

La nuvola d'oro o nuvola Kinto (筋斗雲?, kinto'un), "nuvola Kinton" nel doppiaggio Junior TV dell'anime e "nuvola Speedy" nel doppiaggio Mediaset, è una nuvoletta dorata che viene regalata dal Maestro Muten al giovane Goku. Basta chiamarla affinché giunga in pochi secondi dal cielo e solo le persone pure di cuore possono salirci, per questo Bulma (troppo vanitosa), Muten (troppo pervertito) e Crilin (troppo arrogante) cadono nel tentativo di sedersi; riescono a salirci, invece, Chichi, Arale e Upa. Come afferma il capo del Villaggio Jingle in passato nei pressi della zona c'erano molte nuvole, ma purtroppo non esistevano persone dall'animo abbastanza limpido da poterle montare. La nuvola che possedeva Muten proveniva da una centinaia di volte più grande, posseduta a sua volta da Karin, che la donò a Muten quando questi giunse in cima alla torre e prese l'acqua. La nuvola è molto veloce, più del più potente degli aerei esistenti, e quando viene distrutta in genere basta richiamarla per farla riapparire. Quando però a distruggerla è una forza di grande potenza, la nuvola scompare definitivamente. Goku perderà la sua nuvoletta ma ne prenderà in seguito un pezzetto da quella di Karin, creandone una nuova. Viene utilizzata anche da Gohan e Goten, quindi di essa non c'è più traccia fino all'ultimo capitolo del manga, quando Goku vi fa salire Ub allontanandosi dal torneo di arti marziali. Fa l'ultima apparizione nella puntata conclusiva di Dragon Ball GT.
Esiste una variante della nuvola di colore nero, comparsa solo nell'anime, che Karin evoca per trasportare Taobaibai alla base della sua torre. La nuvola nera compare anche nel videogioco Dragon Ball: Advanced Adventure, dove viene usata da Crilin e compare sulla copertina di un capitolo di Nekomajin.

### Potara
I Potara (ポタラ?, Potara) sono orecchini magici in possesso dei Kaiohshin e dei loro discepoli. In Dragon Ball Super viene specificato che gli orecchini Potara posseduti dai Kaiohshin attestano la loro legittima autorità come Dei della creazione. Quando infatti Gowasu sul pianeta Babari presta temporaneamente a Zamasu uno dei suoi orecchini Potara, Zamasu diventa a tutti gli effetti uno dei Kaiohshin del Decimo Universo, tanto da poter usare gli anelli del tempo, che solo i Kaiohshin per l'appunto possono adoperare. Lo status di Kaiohshin di Zamasu cessa poi quando lui rende l'orecchino Potara a Gowasu. La principale caratteristica di questi oggetti magici consiste però nel permettere a due persone di fondersi in un unico essere più potente. La fusione tramite i Potara richiede che coloro che decidono di fondersi indossino un orecchino ognuno nell'orecchio opposto a quello del compagno. A differenza della fusione tramite danza di Metamor, la fusione tramite Potara è permanente, se una delle due controparti è un Dio (Kaiohshin) o entrambe, altrimenti dura solo un'ora. Al contrario che con la danza di Metamor, con i Potara non è necessario che i due personaggi che si fondono abbiano livelli di combattimento simili. La fusione può avvenire anche con orecchini appartenenti a set diversi.
La fusione coi Potara è stata osservata nelle seguenti occasioni:
- l'Anziano Kaiohshin racconta di essersi fuso per errore con una strega che parecchi anni addietro gli aveva rubato un orecchino indossandolo nell'orecchio opposto.
- Kaiohshin dell'Est e Kibith, ignari di questo potere, provano a eseguire la stessa operazione descritta dall'Anziano Kaiohshin ignari anche del fatto che la fusione è teoricamente irreversibile. I due si separano in Dragon Ball Super, attraverso il potere del drago Polunga evocato tramite le sfere del drago di Namecc. I due riappaiono fusi in Dragon Ball GT.
- Goku e Vegeta si fondono con gli orecchini Potara dell'Anziano Kaiohshin formando Vegeth. La fusione svanisce dopo che il guerriero viene assorbito da Majin Bu, ridando origine a Goku e a Vegeta.
- Dragon Ball Super: nella saga del futuro di Trunks, i due Zamasu antagonisti (Zamasu del futuro e Black Goku) si fondono coi Potara generando un essere più potente, dall'aspetto più simile al corpo del Kaiohshin nella fisionomia del viso, caratterizzato dall'avere invece i capelli bianchi con la forma di quelli di un Super Saiyan. Poco dopo, anche Goku e Vegeta si fondono per la seconda volta generando Vegeth Super Saiyan blu. La fusione di questi ultimi, come spiegato da Gowasu, dura solo un'ora (solo se sono due Kaiohshin ad unirsi è infinita) e si è sciolta dopo pochi minuti a causa della troppa potenza sprigionata.
- Dragon Ball Super: durante il Torneo del Potere, le Saiyan del Sesto Universo Caulifla e Kale decidono di effettuare la fusione dando origine a Kefla.

### Scouter
Lo scouter (スカウター?, sukautā), chiamato "rilevatore" nell'edizione italiana, è uno strumento tecnologico multi-uso in dotazione all'esercito di Freezer. Successivamente, l'uso degli apparecchi si estese anche ai membri dell'impero del tiranno Freezer, a causa della collaborazione tra quest'ultimo e i Saiyan. Lo scouter compare per la prima volta indosso a Radish. Successivamente, lo indossano anche Vegeta e Nappa, poi tutti i guerrieri facenti parte dell'impero di Freezer. Anche alcuni personaggi degli OAV di Dragon Ball, quali ad esempio Turles, utilizzano uno scouter.
Lo scouter implementa diverse funzioni: l'analisi dei livelli di combattimento, la localizzazione delle fonti di ki e la distinzione per tipologia di energia, inoltre permette di distinguere la "reazione vitale" di una determinata persona. Permette l'invio di registrazioni audio anche a distanze interstellari e può fungere anche da cronometro.
Esistono diverse varianti del dispositivo. Lo scouter integrato in un casco è utilizzato dai più deboli guerrieri di Freezer. Lo scouter monoculare è il modello più famoso e diffuso. Viene indossato sull'orecchio sinistro ed è dotato di una lente semitrasparente su cui vengono visualizzati i dati. Ne esistono di vari colori: verdi, sono utilizzati dalla squadra di Bardack, Radish, Dodoria, dai membri della Squadra Ginew, da vari saiyan di infimo livello e da alcuni alieni al servizio di Freezer; blu, utilizzati da Nappa e Zarbon; rossi, utilizzati da Vegeta, Freezer, Turles e i suoi subordinati e qualche altro raro personaggio minore. Oltre che per il colore, gli scouter si distinguono per il massimo livello di combattimento rilevabile. Quello di Radish è dotato di una soglia massima di 21.000. Quelli di Kyui e Zarbon hanno una soglia massima di 22.000. Quello di Dodoria riesce a misurare un livello pari a 24.000. Gli scouter della Squadra Ginew e di Freezer sono dotati di una soglia massima molto maggiore, infatti, i primi riescono a misurare senza problemi un livello pari a 180.000 mentre il secondo viene distrutto solo dalla massima forza di Vegeta. Anche se non sono stati mostrati, è probabile che esistano scouter in grado di misurare una forza pari o superiore a 530 000 visto che Freezer conosce il proprio livello di combattimento. Infine, nel 14° film di Dragon Ball Z Dragon Ball: Ossu! Kaette kita Son Goku to nakama-tachi, Tarble è dotato di uno scouter in grado di misurare il livello di combattimento di Goku allo stadio di Super Saiyan sebbene venga distrutto subito dopo la trasformazione. Sempre nello stesso film, Abo e Kado hanno uno scouter viola.
Tuttavia nel corso degli eventi di Dragon Ball gli scouter vengono man mano abbandonati.

### Senzu
I senzu (仙豆?, senzu, lett. "fagioli magici"), chiamati "fagioli di Balzar" e talvolta anche "fagioli magici" nel doppiaggio italiano dell'anime, sono fagioli speciali che fanno riprendere completamente le forze a chi li mangia, saziando la fame e curando da ferite anche mortali in pochi secondi. I fagioli vengono coltivati dal gatto Karin (Balzar) il quale rivela che essi crescono su degli alberi. Appaiono per la prima volta nel volume 12 di Dragon Ball, quando Goku scala la torre per bere l'acqua sacra che aumenta la forza di chi la beve. Poiché Goku ha fame, Karin gli dà un senzu, cosicché il ragazzo all'improvviso si sente sazio. Solo alla fine del 23º Torneo Tenkaichi verrà reso noto da Yajirobei che non solo saziano la fame ma hanno anche incredibili poteri curativi. I senzu saranno molto utili nel seguito della storia: Karin, tramite Yajirobei, provvederà a rifornire Goku e compagni di questi semi, che più di una volta aiuteranno i guerrieri a riprendersi dalle ferite dei combattimenti. In Dragon Ball GT invece non vengono mai usati. In originale ci si riferisce spesso a loro con l'espressione Karin-sama no senzu ossia "fagioli magici del sommo Karin". Nel doppiaggio Dynamic Italia dei film, viene usato il termine originale "senzu".

### Sfera di cristallo
La sfera di cristallo (水晶玉?, Suishōdama) è un oggetto magico di cui si servono individui in possesso di poteri magici, Uranai Baba ne possiede una, è con la sua sfera di cristallo che l'anziana donna ha trovato la sfera del drago in possesso di Pilaf permettendo a Goku di impossessarsene. Generalmente Baba usa i poteri della sfera per aiutare gli altri solo dietro pagamento, o se qualcuno sconfigge i suoi cinque combattenti. Tale sfera è piuttosto grande, tanto che Baba la usa solitamente come mezzo di trasporto, dato che lei è piccola di statura oltre al fatto che la sfera può fluttuare. Anche il mago Babidy possiede una sfera di cristallo con la quale ha potuto osservare gli scontri dei suoi soldati contro i Saiyan. Pure i Kaiohshin sono in possesso di una sfera di cristallo con la quale possono vedere ogni angolo dell'universo.

### Sfere del drago
Le sfere del drago (ドラゴンボール?, Doragon Bōru) sono degli oggetti magici che se radunati permettono l'evocazione di un drago con il potere di esaudire uno o più desideri.

### Spada Z
La Spada Z (ゼットソード?, Zetto Sōdo) è una spada leggendaria conficcata in una roccia sul pianeta dei Kaiohshin. Durante l'arco di Majin Bu viene estratta da Son Gohan e da lui utilizzata durante i suoi allenamenti. Il giovane dimostrò una notevole bravura nell'utilizzarla, nonostante il suo peso, finché, per provarne la durezza, cercò di tagliare con essa un blocco di katchin, definito da Kaiohshin dell'Est il metallo più duro dell'universo, provocando la rottura della spada. Tale rottura rivelò l'Anziano Kaiohshin, il Kaiohshin di 15 generazioni precedenti, che era stato imprigionato nella spada milioni di anni prima della narrazione da una creatura molto potente, il Dio della distruzione Beerus. Costui aveva imprigionato il Kaiohshin nella spada dopo averlo battuto a duello a seguito di un battibecco avvenuto tra Dei della creazione e Dei della distruzione. Come indirettamente affermato da Gohan, il concetto della Spada Z si basa sulla leggenda della Spada nella roccia.
(Son Gohan in procinto di estrarre la Spada Z.)
Nella linea temporale del Trunks del futuro, invece, è lo stesso Trunks a riuscire nell'impresa di estrarre la spada dalla roccia, e la spada viene poi distrutta durante lo scontro di Trunks con Darbula.

### Tuta da battaglia

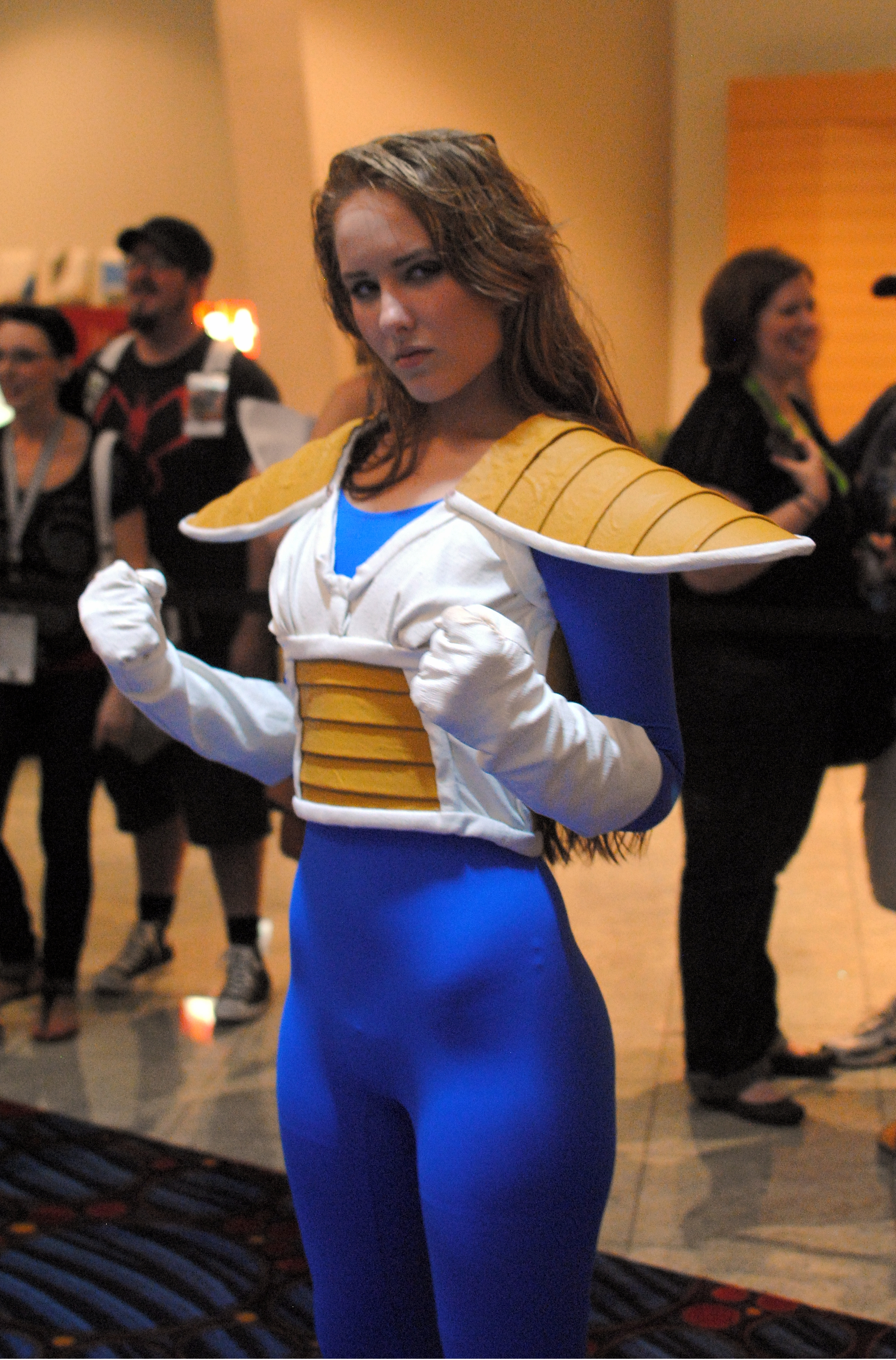
Ragazza indossante una riproduzione di una tuta da battaglia.

La tuta da battaglia (戦闘ジャケット?, Sentō Jaketto) è una tuta da combattimento utilizzata da tutti i sottoposti di Freezer. È estremamente resistente ed elastica, al punto tale che i saiyan possono trasformarsi in scimmioni senza distruggerla. Ne esiste di vari modelli, fogge e colori e alcune di essa sono dotate di cannoni laser nell'avambraccio, e anche di mantello, come quelle di Re Vegeta, Re Cold e Zarbon.

### Vasca di rianimazione
La vasca di rianimazione (メディカルマシーン?, Medikaru Mashīn) è un dispositivo all'avanguardia di tecnologia aliena, abitualmente utilizzato da Freezer e dai suoi uomini quale mezzo più efficace per permettere a un guerriero gravemente ferito di riprendere appieno le proprie potenzialità. Il corpo del paziente viene immerso completamente da un fluido speciale che viene immesso dal basso in questa vasca chiusa, dotata di oblò frontale, proteggendo naso e bocca con una mascherina e controllando i parametri vitali con degli elettrodi collegati alla testa. Quando la cura è terminata, la spia di esecuzione si spegne e si accende quella dello stand-by. In Dragon Ball: Episode of Bardock si scopre che le proprietà di tale fluido derivano da un unguento che gli originari abitanti del pianeta Plant usavano per curare rapidamente le ferite.
Ne esistono di vari modelli, che si differenziano per tempi di guarigione che dipende anche dalla prestanza fisica di chi si sottopone a questo tipo di cure. Fra i personaggi che la utilizzano ci sono: Vegeta, reduce dallo scontro sulla Terra contro Goku, dopo essersi diretto sul Freezer #79 e in una seconda occasione nella navicella di Freezer ancorata sul pianeta Namecc a seguito dello scontro con Zarbon (una volta guarito distrugge quello che era il modello più avanzato all'interno della struttura); Goku, dopo lo scontro fra Ginew e Vegeta, a seguito del fatto che il capitano dell'omonima squadra si era impossessato del corpo del Saiyan logorandolo nella battaglia; infine Freezer, a seguito dello scontro finale contro Goku e prima che il suo corpo venisse parzialmente sostituito con parti bioniche, invece, sia nel film Dragon Ball Z: La resurrezione di 'F' che nella serie Dragon Ball Super, viene creata una versione più aggiornata della vasca di rianimazione che è stata capace di ricostruire perfettamente il corpo di Freezer benché fosse stato ridotto in tanti brandelli.

### Ventaglio di Basho
Il ventaglio di Basho (芭蕉扇?, Bashō-sen) è un ventaglio magico. All'inizio della storia il castello dello Stregone del Toro è stato avvolto dalle fiamme e l'uomo avvisa Goku che l'unico modo per spegnerlo è utilizzare il ventaglio di Basho, in possesso del Maestro Muten. Il bambino raggiunge così la casa sull'isola di Muten, ma scopre che Muten ha gettato tale oggetto dopo averlo usato per un periodo come slittino. Al termine del 23º torneo Tenkaichi le fiamme avvolgono il nuovo castello di Chichi: stavolta il ventaglio è davvero necessario per spegnere l'incendio, così Goku si reca nuovamente alla casa sull'isola e la tartaruga Umigame spiega a Goku e Chichi come costruire un nuovo ventaglio. Tali istruzioni si rivelano inutili e alla fine il ventaglio viene rinvenuto nella casa di un'anziana signora, che lo usava come paletta.

## Mezzi di trasporto

### Cubo
In Dragon Ball Super il cubo (キューブ?, Kyūbu) è un mezzo di trasporto usato delle entità superiori come gli Dei della distruzione o gli Angeli per i viaggi nello spazio e per spostarsi in altri universi. Il cubo è abbastanza grande da contenere un piccolo gruppo di persone, ha una forma cubica ed è costituito da un materiale trasparente. Si muove a straordinaria velocità tanto da poter raggiungere il pianeta di Beerus dalla Terra in un lasso di tempo di due ore e quarantacinque minuti. Whis se ne serve per portare Beerus, Goku e tutti i suoi amici sul pianeta dove si svolge il torneo tra i guerrieri del Sesto e del Settimo Universo. Hit ambisce ad avere il cubo, infatti prende parte al Torneo contro il Settimo Universo solo perché Vados gli ha promesso il cubo di Champa come ricompensa. Non è dato sapere se tutte le divinità del multiverso possiedano il cubo, per ora è certo che ne hanno una sua versione solo quelle del Sesto e del Settimo Universo.

### Macchina del tempo
La macchina del tempo (タイムマシン?, Taimu Mashin) è stata creata da Bulma del futuro in un unico prototipo, modulato all'interno di una "capsula", e appare per la prima volta in Dragon Ball Z, usata da Trunks per tornare indietro nel tempo e salvare la vita a Goku che di lì a poco sarebbe stato ucciso da una malattia cardiaca. Il figlio di Vegeta viaggia nuovamente indietro nel tempo per combattere contro gli androidi a tre anni di distanza dal viaggio precedente. Nel futuro, invece, l'androide Cell uccide Trunks e torna indietro con la macchina del tempo per assorbire i cyborg Numero 17 e 18 assenti nella propria linea temporale. Si tratta della stessa macchina del tempo, caratterizzata dalla scritta "hope" (speranza) incisa da Trunks.
Ogni viaggio nel passato genera una nuova linea temporale se gli eventi sono alterati. La macchina del tempo può connettersi da una linea temporale all'altra in base alla configurazione con cui è stata programmata, modificando la configurazione si accede invece a un'altra linea temporale, inoltre esiste un numero limitato di volte in cui una macchina del tempo può viaggiare in una determinata linea temporale. La macchina del tempo ha una forma ovoidale, e può ospitare fino a quattro persone; altri passeggeri possono "viaggiare" semplicemente aggrappandosi ai piedi di essa. È alimentata da un carburante di colore blu. Al termine della saga di Trunks del futuro di Dragon Ball Super, in un piccolo episodio filler intitolato Troppi Desideri per un Solo Drago, Bulma chiede a Goku di recuperarle un minerale necessario per alimentare la macchina, nonostante Lord Beerus le avesse vietato di farlo. Al termine dell'episodio, il Dio della distruzione scopre lo stratagemma di Bulma e distrugge il minerale, facendo anche esplodere il laboratorio con la macchina del tempo al suo interno, impedendo così a tutti i membri del Settimo Universo di viaggiare nuovamente nel tempo.

### Navicella spaziale

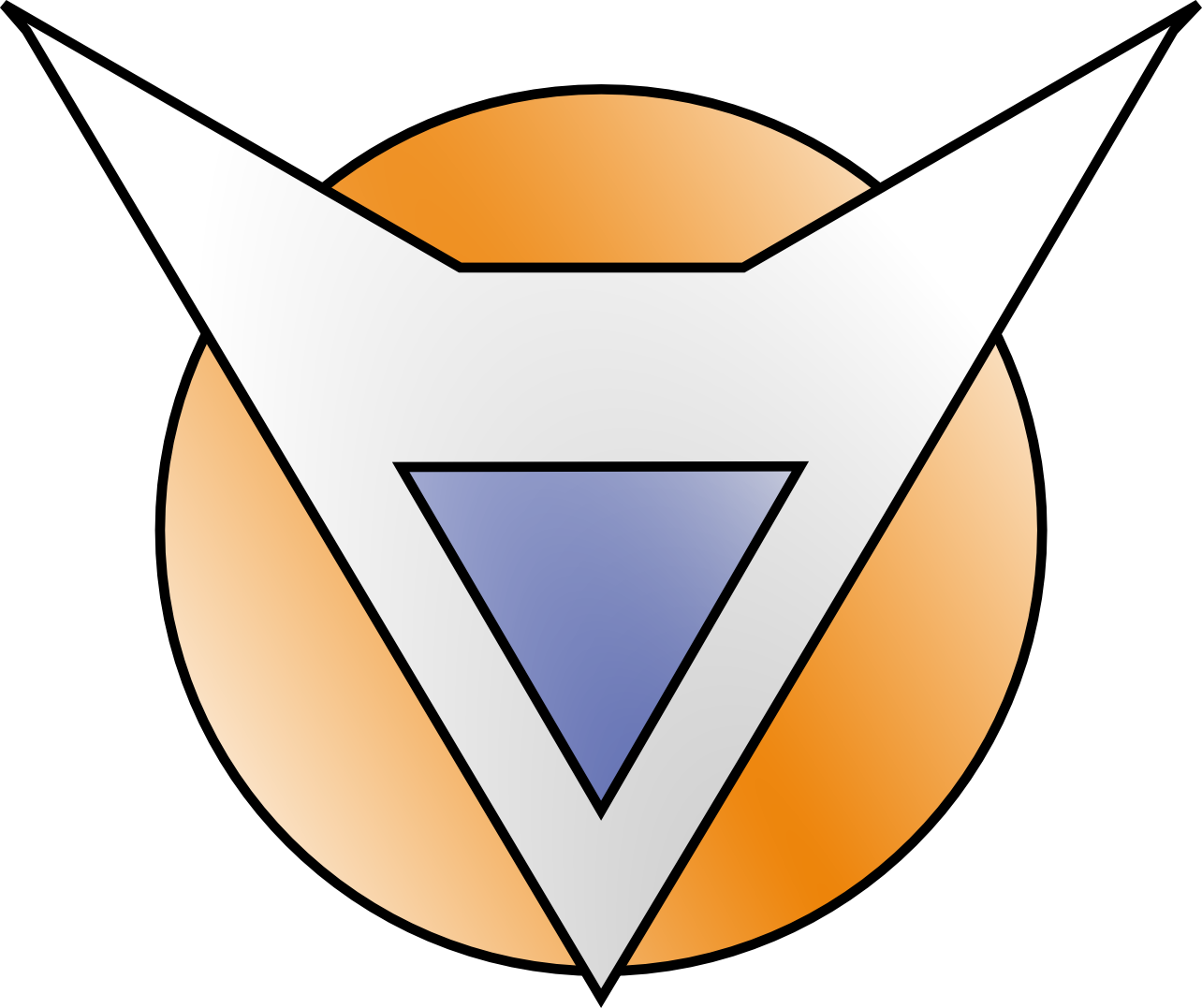
Simbolo della Squadra Ginew marchiato sulle cinque navicelle spaziali della squadra

La navicella spaziale (丸型宇宙船?, Marugata Uchūsen) è un mezzo di trasporto spaziale con la quale i soldati di Freezer approdano sui pianeti da conquistare, specialmente quando non viaggiano sull'astronave madre di Freezer. È una navicella a grandezza d'uomo, monoposto con dentro solo il sedile per il passeggero. È completamente bianca e di forma sferica, e ha una singola porta d'ingresso circolare con un vetro rotondo. La navicella è fatta di un materiale molto resistente, infatti non si danneggia minimamente durante i loro violenti atterraggi sui pianeti da conquistare. All'interno di essa c'è un computer di bordo dove vengono segnate le coordinate dell'obiettivo da raggiungere, infatti non è possibile pilotarla in quanto la traiettoria di marcia viene programmata alla partenza. Nonostante ciò, Vegeta disponeva di un telecomando che gli permetteva di richiamare a sé la navicella, e il telecomando tra l'altro aveva un sistema di autodistruzione incorporato, infatti Bulma premendo dei pulsanti a caso ha distrutto una delle navicelle. La navicella spaziale ha un sistema di ibernazione che rallenta le funzioni vitali dei passeggeri e permette loro di rimanere incoscienti per moltissimo tempo, anche diversi mesi.
È con questa navicella che Goku, ancora infante, raggiunse la Terra, infatti tra i soldati di Freezer erano soprattutto i Saiyan a fare uso di questo veicolo spaziale. Inoltre, il Dr. Brief ha modificato una di esse, trasformandola in un'astronave molto più grande: è con questa navicella modificata che Goku ha raggiunto Namecc dalla Terra.

## Specie

### Umani
I principali abitanti della Terra sono gli umani. Con l'esclusione di alcune rare stranezze (come ad esempio il terzo occhio di Tenshinhan, la mancanza di naso in Crilin, la carnagione bianca in Jiaozi o i colori bizzarri dei capelli di alcuni), gli umani di Dragon Ball sono identici a quelli reali.
A paragone di molte altre razze presenti in Dragon Ball, gli umani sono particolarmente deboli. Un solo neonato Saiyan, crescendo, sarebbe in grado di sterminare da solo tutta la popolazione terrestre. Comunque, alcuni umani sono capaci di utilizzare il ki e sono tra i più forti combattenti del pianeta, ma anche questi umani sono considerevolmente più deboli di altri alieni con le stesse abilità di manipolazione del ki.
Per via della grandissima somiglianza tra umani e Saiyan, le due razze sono in grado di incrociarsi, generando individui di sangue misto.

### Animali
Oltre che dagli esseri umanoidi, l'universo di Dragon Ball è popolato da numerosi animali antropomorfi dalle capacità intellettive analoghe a quelle umane. Alcuni degli esempi più famosi sono Olong, Karin, Botamo, Yumba e Shu, tra l'altro molti degli dèi della distruzioni rievocano infatti creature animali antropomorfe. Ad essi si aggiungono animali non antropomorfi ma dall'intelligenza umana, quali ad esempio Pual, la tartaruga Umigame e il Pesce Oracolo.
Oltre che da animali senzienti, la Terra di Dragon Ball è popolata dalla flora e fauna della sua controparte reale, ma ad essa vanno aggiunte alcune specie estinte, in particolar modo numerosi dinosauri.

### Demoni
In Dragon Ball esistono varie creature classificabili come demoni (鬼?, Oni). Lo status di demone comunque non è meramente "genetico", ma più spesso "spirituale", infatti al momento della battaglia contro Radish Piccolo non era più un demone. Come affermato più volte, le anime di coloro che vengono uccisi da un demone non giungono nell'aldilà, ma sono costrette a vagare in eterno. Sembra che solo le sfere del drago abbiano il potere di riportare in vita qualcuno eliminato da un demone, infatti gli angeli e le divinità non hanno il potere di far risorgere coloro che sono stati uccisi dai demoni. I demoni principali apparsi nel manga sono: Akkuman, guerriero al servizio di Uranai Baba, la famiglia demoniaca generata dal Grande Mago Piccolo, Darbula, il re del regno demoniaco e Majin Bu; nella serie animata appaiono anche Garlic Jr., Janemba, Hildegarn, Gozu e Mezu, i due orchi guardiani del regno degli inferi, e la Principessa Serpente.

### Esseri artificiali
Nell'universo di Dragon Ball sono presenti un gran numero di esseri artificiali.
Dei robot vengono impiegati dalla banda di Pilaf, dal Red Ribbon e dalla Capsule Corporation e costituiscono la maggior parte dei combattenti del Terzo Universo in Dragon Ball Super. Magetta è un robot alieno del Sesto Universo appartenente alla razza dei metalman. Nel film Dragon Ball Z - L'invasione di Neo Namek compaiono dei robot al servizio di Cooler; sono dotati di vari gadget, fra cui delle reti per intrappolare i nemici più deboli e trasportarli, degli arpioni e delle mitragliatrici.
Altri esseri artificiali sono il Sergente Metallic, l'Androide 8, Taobaibai dopo la sua ricostruzione a opera dell'Eremita della Gru, Mecha Freezer, Arale Norimaki e Atomino (entrambi personaggi di Dr. Slump & Arale manga precedente di Akira Toriyama). Nel film Dragon Ball Z - L'invasione di Neo Namek compaiono i Metal Cooler, piccoli androidi al servizio di Cooler che egli utilizza come avatar al posto del suo corpo ormai distrutto. Se danneggiato, un Metal Cooler ripara il danno subito in pochi istanti rendendo la parte del corpo rigenerata più potente rispetto a prima ed è in grado di teletrasportarsi.
Un ruolo centrale nella serie hanno i cyborg (人造人間?, jinzō ningen). Questi sono esseri artificiali, perlopiù su base umana ma dalle capacità fisiche potenziate, creati dal Dottor Gelo. Dopo aver realizzato il Numero 16, Numero 17, Numero 18 e Numero 19, anche lo scienziato si fa trasformare in cyborg prendendo il nome di Numero 20. Numero 17, Numero 18 e Numero 20 sono stati creati su base umana tramite innesti biomeccanici, mentre Numero 16 e Numero 19 sono interamente artificiali. I modelli più vecchi di cyborg, come Numero 19, possiedono una riserva di energia limitata, che devono periodicamente riempire tramite un dispositivo di assorbimento posto sui palmi delle mani. Numero 17 e Numero 18 sono invece a energia infinita, ma talmente sofisticati che non sempre obbediscono agli ordini del Dottor Gelo. 
In Dragon Ball Super appaiono gli OG (ＯＧ兵?, Ōjī Hei) androidi creati da Goichi allo scopo di servirlo nel suo piano di conquista dell'universo. Hanno tutti lo stesso aspetto: alti, con la carnagione verde, con due punte sulle parti laterali del cranio, e con tre placche sulla fronte, la più grande al centro. Sono dediti a coloro che identificano come "padrone". La loro principale abilità, che li rende creature pericolose e temibili, è quella di ricopiare i poteri e la forza delle persone afferrandole per il collo, le placche sulla fronte servono a memorizzare i dati raccolti, ma possono immagazzinare i dati di soli tre individui per volta, potendo disporne per un arco di tempo di mezz'ora. Oltre a ciò le loro riserve energentiche sono illimitate. Il loro database può essere usato anche per la raccolta di informazioni.
Nel film Dragon Ball Z - I tre Super Saiyan, compaiono altri tre cyborg creati dal computer del Dottor Gelo: C-13, C-14 e C-15. In Dragon Ball GT il Dottor Gelo ed il Dottor Mieu creano una copia di Numero 17, che fondendosi con l'originale dà origine al cyborg Super C-17.
In Dragon Ball GT vengono introdotte le macchine mutanti (マシン ミュータント?, mashin myūtanto), degli esseri meccanici con proprietà organiche, quali modellare e modificare l'aspetto del proprio corpo, assorbire e integrare materiali metallici e usarli per ristrutturarsi. A differenza dei cyborg costruiti dal Dottor Gelo, le macchine mutanti possiedono un'aura percepibile. La prima macchina mutante creata è Baby, uno tsufuru a cui è stato impiantato il DNA del re di quel popolo. Arrivato sul pianeta M2 Baby crea il Dottor Mieu, brillante scienziato che aiuta a potenziarlo e che crea numerose altre macchine mutanti, come il Generale Lilde e la Squadra Sigma.

### Razze aliene
Namecciani

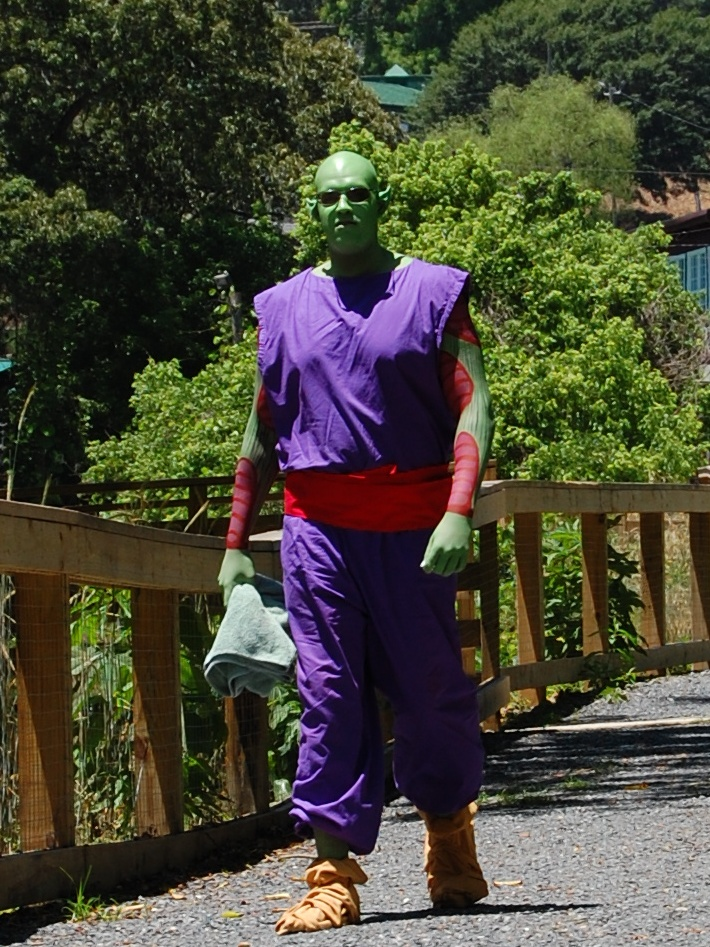
Cosplay di Piccolo, un namecciano

I namecciani (ナメック星人?, namekku seijin) sono alieni umanoidi, provenienti dal Secondo Regno Demoniaco e che colonizzarono vari pianeti come Namecc e Cereal. A detta dell'Anziano Kaiohshin, i namecciani sono la specie più onesta dell'universo ed è per questa ragione che egli autorizzò esclusivamente loro a fare uso delle sfere del drago, permesso concesso loro prima che la divinità fosse rinchiuso nella Spada Z. Dato che l'Anziano Kaiohshin è vissuto quindici generazioni prima rispetto al Kaiohshin dell'Est e che quest'ultimo era già adulto quando gli esseri umani cominciavano a camminare con due gambe ciò rende la divinità e quindi i namecciani estremamente antichi.
I namecciani sono calvi, hanno una carnagione verde con delle zone rosa sugli arti (gialle nel manga) e sono dotati di antenne, di orecchie a punta e di un udito estremamente sviluppato. Nel manga Dragon Ball i namecciani possiedono quattro dita per mano, cinque negli anime e nel manga di Dragon Ball Super. Il loro sangue è viola, anche se nell'anime di Dragon Ball il sangue del Grande Mago Piccolo viene colorato di rosso. I namecciani sono in grado di sopravvivere nutrendosi della sola acqua. Ciò è reso possibile grazie ad uno speciale enzima. Ciò nonostante nelle serie animate Dragon Ball e anche nel manga di Dragon Ball Super il Grande Mago Piccolo e Piccolo vengono mostrati nutrirsi di alimenti.
I namecciani sono asessuati e si riproducono per partenogenesi (anche se sono tutti dotati di caratteristiche maschili, fra cui la muscolatura ben definita e la voce bassa) e nascono da uova espulse dalla bocca del genitore; non sono comunque una razza molto prolifica, infatti nei diversi pianeti colonizzati sono esistiti solo tribù di poche decine di individui. Sono capaci di rigenerare completamente parti del proprio corpo, se distrutte, e tale abilità viene chiamata sai sei (再生?). L'assimilazione (yūgō (融合?) o dōka (同化?)), chiamata anche "fusione namecciana", è un'abilità speciale dei namecciani, in cui uno di loro assorbe l'energia, la forza, i ricordi e l'intelligenza di un altro. Entrambi i partecipanti devono acconsentire di propria volontà a fondersi in tal modo: solitamente i due scelgono che sia il corpo del più forte a fare da "ospite", cioè ad assimilare l'altro combattente.
È necessario che tra le controparti ci sia comunque il contatto fisico affinché avvenga l'assimilazione. Il risultato della fusione è un nuovo essere con le capacità e la personalità di entrambi, che ha raggiunto lo stadio di Super Namecciano. Esteticamente, i super namecciani non presentano differenze con i namecciani normali, se non per il fatto che quando si "trasformano", la loro aura da bianca assume un colore azzurro luminoso, come mostrerà Piccolo nel combattimento contro C-17. Finora, gli unici namecciani ad aver raggiunto questo stadio sono: il figlio di Kattatsu (probabilmente l'unico ad esserlo diventato per talento naturale e non per assimilazione) e Piccolo. Nell'anime viene affermanto che anche Saonel e Pirina hanno beneficiato della fusione namecciana dimostrando di manifestare un'aura azzurra simile a quella di Piccolo. Come spiega Moori questa è una tecnica che i namecciani adoperano solo in caso di emergenza, servendosene nel corso degli anni per proteggere la loro civiltà dalle minacce esterne.
I namecciani del Settimo Universo che vivevano su Cereal sono stati sterminati dai Saiyan a eccezione di Monaito, mentre quelli che vivono su Namecc sono circa un centinaio, e inizialmente vivono in sei piccoli villaggi sparsi intorno al pianeta Namecc coltivando l'agissa, la specie di alberello tipica di Namecc, non per motivi alimentari, ma per ricostruire le antiche foreste del pianeta, andate distrutte a causa di un grande cataclisma. Ogni villaggio custodiva una sfera del drago ed era comandato da un anziano, il quale aveva la facoltà di consegnarla a coloro che reputava degni. Gli anziani a loro volta dovevano ubbidienza a Guru, il quale custodiva la prima sfera di Namecc. Per i namecciani le sfere del drago erano oggetti importanti e preziosi, che loro veneravano ritenendoli divini, usati solo per omaggiare i loro guerrieri più valorosi. Come rivela il Dio della distruzione Champa, i namecciani crearono le sfere dai frammenti delle super sfere del drago. Dopo la distruzione del pianeta Namecc ad opera di Freezer, i namecciani si trasferiscono su un nuovo pianeta simile all'originario, che battezzano Neo Namecc, riprendendo a vivere un'esistenza pacifica come quando vivevano sull'originale pianeta Namecc.
I namecciani sono raggruppati in due caste: quella dei guerrieri e quella degli stregoni. I guerrieri, di cui degli esempi sono il Grande Mago Piccolo, Piccolo e Nail, crescono rapidamente, ma sono anche meno longevi. Hanno diverse abilità fisiche, come il sai sei, e sono in grado di allungare i loro arti o di moltiplicare le loro dimensioni. Gli stregoni, quali ad esempio Moori, Dende e Dio, sono dotati di poteri magici, come curare le ferite, e inoltre possono visitare il mondo dell'aldilà a loro piacimento (abilità che è stata mostrata da Moori e Dio). Inoltre quando gli stregoni arrivano a un'età molto avanzata acquisiscono la capacità di risvegliare nelle persone la loro forza latente. Rispetto ai guerrieri crescono molto più lentamente, in modo simile agli umani, tuttavia sono molto più longevi. Esisteva anche una famiglia di namecciani, denominata Famiglia del Drago (竜族, Ryūzoku), i cui membri erano dotati dei poteri di entrambe le caste ed erano molto più potenti degli altri namecciani; furono loro a creare le sfere del drago (da cui il nome della famiglia). I membri noti della Famiglia del Drago sono Guru e il figlio di Kattatsu. Il primo, fu l'unico namecciano tanto forte da sopravvivere al cataclisma che colpì Namecc, e che in seguito lo ripopolò da solo, mentre il secondo era il più forte esponente della Famiglia del Drago. Questo figlio di Kattatsu altri non era che l'essere originale che si separò in Dio (dotato di alcune qualità di guerriero, ma soprattutto di poteri magici) e nel Grande Mago Piccolo (dotato di alcune qualità di stregone, ma soprattutto delle abilità di un guerriero). Come afferma Guru, il figlio di Kattatsu era talmente potente che solo un Super Saiyan avrebbe potuto sconfiggere un guerriero tanto geniale, e secondo Nail era talmente forte da poter superare persino la potenza di Freezer. Tale guerriero torna alla luce quando Dio si unisce a Piccolo, ricostituendo quel guerriero che, grazie alla potenza naturale di Piccolo (ben maggiore rispetto a quella del Grande Mago Piccolo), dispone di un potere superiore anche a quello di un Super Saiyan.
Attualmente sembra che abbiano abbandonato il progresso scientifico ma, almeno prima del cataclisma che li portò quasi all'estinzione, erano progrediti anche al livello tecnologico, cosa testimoniata dal fatto che hanno creato l'astronave con la quale il figlio di Kattatsu raggiunse la Terra. La società namecciana è pacifica: i suoi membri ricorrono alla violenza solo per autodifesa.
I namecciani sono presenti anche nel Sesto Universo.
Saiyan
I Saiyan (サイヤ人?, saiya-jin) sono una specie umanoide extraterrestre. Essi sono fisicamente molto simili agli esseri umani, ma sono più robusti muscolarmente rispetto all'essere umano medio e invecchiano molto più lentamente rispetto allo stesso. Possiedono inoltre un'innata predisposizione al combattimento, motivo per il quale sono ritenuti un popolo guerriero, fiero e feroce. Se ridotti in fin di vita per una battaglia, dopo l'eventuale guarigione moltiplicano forza, capacità di resistenza agli attacchi altrui, velocità, prontezza di riflessi ed "energia spirituale". I Saiyan possiedono tutti una coda scimmiesca e se osservano la luna piena hanno l'abilità di trasformarsi temporaneamente in Scimmioni. Alcuni guerrieri riescono a raggiungere inoltre lo stadio di Super Saiyan (スーパーサイヤ人?, Sūpā Saiya-jin), che porta con sé un enorme incremento del livello di combattimento.
Yardratiani
Gli yardratiani (ヤードラット星人?, yādoratto-seijin) sono alieni originari del pianeta Yardrat, presenti sia nel Settimo che nel Secondo Universo. Sono creature civilizzate dall'aspetto umanoide. Si presentano come creature generose e cordiali. Vestono tutti nello stesso modo, con pantaloni rosso scuro, e una maglia bianca a maniche lunghe rivestita con una piccola corazza. Sono glabri, hanno una carnagione rosa con alcuni tratti celesti sulla testa, e orecchie a punta, e sono bassi e all'apparenza hanno un fisico gracile, tra l'altro mentre gli yardratiani del Secondo Universo hanno cinque dita per mani, quello del Settimo Universo ne hanno tre oltre ad avere una pelle più rugosa. Esistono diverse specie di yardratiani, o almeno nel Settimo Universo, infatti ne esiste anche un'altra categoria, ancora più bassi, con occhi rotondi e con la testa ovale con una o due punte, con quattro dita per mano. Goku e Vegeta li descrivono come esseri non particolarmente forti ma dalle capacità interessanti, una delle loro tecniche è il teletrasporto, che tra l'altro insegneranno a Goku. Questa tecnica (così come le altre) sono possibili grazie alla loro abilità di bilanciare il potere dello spirito con quello del corpo, e questo permette agli yardratiani di manipolare il proprio corpo in modi diversi, creando copie di loro e variando le dimensioni del corpo, inoltre possiedono anche poteri di guarigione. Agli yardratiani, stando alle loro leggi, non è permesso viaggiare in altri mondi usando il teletrasporto. Mentre gli yardratiani del Settimo Universo non vengono considerati come una razza particolarmente forte, nel Secondo Universo Jimeze è considerato come uno dei combattenti migliori. Goku ebbe a che fare con gli yardratiani del Settimo Universo durante la sua fuga dalla distruzione del pianeta Namecc, fatto esplodere da Freezer; la navicella su cui il saiyan viaggiava in quest'occasione, appartenente a un membro della Squadra Ginew. Goku e Vegeta sono molto rispettati nella loro civiltà per aver eliminato la Squadra Ginew, visto che era nelle loro intenzioni conquistare Yardrat.
Razza di Freezer
La razza di Freezer è una razza aliena presente sia nel Sesto che nel Settimo Universo mai canonicamente nominata, sebbene abbia ricevuto diversi nomi dai fan, fra cui changeling, in riferimento alla loro capacità di cambiare forma, e icejin, ovvero "demoni del ghiaccio". Sono creature molto forti, la loro natura gli permette di sopravvivere allo spazio aperto e pare che per istinto siano violenti, meschini e crudeli. Sono alieni umanoidi capaci di mutare forma, in alcuni casi allo scopo di aumentare la loro forza tramite apposite metamorfosi e in altri allo scopo di controllare meglio i loro poteri usando trasformazioni che riducono il loro livello combattivo. Non esiste una vera e propria descrizione che possa generalizzare il loro aspetto proprio per via della loro natura mutante, comunque sembra che in un certo qual modo alcuni loro tratti anatomici ricordino quelli dei rettili come la lunga coda, alcuni hanno tre dita per piede ed inoltre hanno delle placche sul loro corpo, specialmente una al livello della testa. Tutti i membri di questa razza hanno un nome che fa riferimento al freddo.
Brench
I brench (ブレンチ星人?, Burenchi-seijin) sono una razza aliena civilizzata, sono alieni umanoidi identici ai terrestri, differiscono solo per il colore della carnagione. Un membro della razza brench è Jeeth, membro della Squadra Ginew e soldato di Freezer.
Metamoriani
I metamoriani (メタモル星人?, Metamoru-seijin) sono una razza aliena originaria del pianeta Metamor. Mai apparsi nei manga o nelle serie animate, vengono citati da Goku, che ebbe modo di conoscerli nell'aldilà. È proprio dai metamoriani che Goku ha appreso la tecnica della fusione tramite la danza di Metamor, inventata proprio da loro. Proprio da essa si può vedere, benché i metamoriani non siano mai apparsi, che vestivano con piccoli gilet scuri, fasce nere ai polsi e pantaloni bianchi, dato che indipendentemente da chi fa uso della danza di Metamor, i guerrieri nati dalla fusione indossano gli abiti dei metamoriani.
Ankoku
Gli ankoku (暗黒星人?, Ankoku-seijin) sono una razza aliena originaria della Stella delle Tenebre, essendo un luogo buio sono abituati a vedere anche in assenza di luce, sono alti e con una grande mole, simili a rettili antropomorfi con due corna sulla testa. Un membro della razza degli ankoku è Yakon.
Plantiani
I plantiani (プラント星人?, Puranto-sejin) erano la razza indigena del pianeta Vegeta, prima che venisse colonizzato dai saiyan, ai tempi in cui portava ancora il nome di Plant. Alieni umanoidi, bassi di statura, con una carnagione viola, e la testa ovale a forma ellittica, i membri adulti di questa razza hanno due piccole protuberanze sulle guance. Indossano abiti simili a djellaba, con sopra dei ponchi. Erano un popolo pacifico, non sembra che avessero una vera e propria forma di governo, e nonostante non fossero molto progrediti a livello tecnologico, a loro va il merito di aver creato il liquido medico che viene usato nelle vasche di rianimazione adoperate dall'esercito di Freezer.
Tech techiani
I tech techiani (テクテク星人 -?, Teku Teku Uchuujin), originari del pianeta Tech Tech, sono una razza aliena civilizzata e progredita, hanno un aspetto umanoide, assomigliano a piccoli robot, sono di bassa statura, con occhi neri, la loro testa è rotonda, e hanno una carnagione chiara. Benché privi di naso hanno ugualmente due cavità nasali. Un membro di questa razza è Gure, la moglie di Tarble, il fratello minore di Vegeta e quindi sua cognata, apparsa in Dragon Ball: Ossu! Kaette kita Son Goku to nakama-tachi!!, inoltre altri tech tech appaiono in altre opere, come Irico, agente della Pattuglia Galattica.
Wagashiani
I wagashiani (ワガシ星人?, Wagashi-sejin) sono una razza aliena umanoide civilizzata, originari dell'omonimo pianeta. Whis li descrive come creature buone e cordiali. L'unico Wagashi comparso nella serie è Monaka.
Metalman
I metalman (メタルマン?, Metaruman) sono una razza aliena presente nel Sesto Universo, nella Galassia 66950, e nel Settimo Univero. Come suggerisce il nome hanno le fattezze di uomini meccanici simili a robot in parte (presumibilmente) organici. Pesano oltre 1000 tonnellate. La principale peculiarità dei metalman è che sono creature estremamente sensibili dal punto di vista emotivo, al minimo insulto sono in grado di cadere in un profondo stato di depressione. Gli unici rappresentanti di questa razza apparsi finora sono il guerriero Magetta, del Sesto Universo, e il criminale Quoitur del Settimo Universo.
Babariani
I babariani (ババリ星人?, babari-seijin) sono alieni originari di Babari, pianeta del Decimo Universo. Essi hanno l'aspetto di dinosauri antropomorfi dalla carnagione arancione, e compaiono nell'episodio 55 di Dragon Ball Super e nel capitolo 17 dell'omonimo manga. Sono creature primitive e non civilizzate, particolarmente violente persino nei confronti dei loro stessi simili. Indossano abiti tipici dei cavernicoli e brandiscono clave. Zamasu pare disprezzarli a vista dato che incarnano gli aspetti delle forme di vita mortali che più odia, come l'aggressività e l'incapacità di progredire.
Tsufuru
Gli Tsufuru (ツフル人?, tsufuru-jin) sono una specie aliena del Settimo e del Secondo Universo. Gli Tsufuru del Settimo Universo sono comparsi e sono stati citati unicamente negli anime, mentre lo Tsufuru del Secondo Universo Zarbuto è l'unico della sua specie ad apparire nei manga e fa il suo debutto nel manga di Super. In modo analogo ai Saiyan, il cui nome è un gioco di parole sul termine giapponese per "verdura", gli Tsufuru devono il loro nome ad un gioco di parole sulla frutta: infatti tsufuru è un anagramma di furūtsu (フルーツ?), che sarebbe la traslitterazione giapponese della parola inglese fruits ("frutta"). Negli anime, vengono nominati per la prima volta da Re Kaioh del Nord, nell'episodio 20 di Dragon Ball Z (anche se in questa occasione nel doppiaggio italiano sono stati rinominati "Tafli"). La storia dei Saiyan e degli Tsufuru viene poi ripresa nell'OAV Dragon Ball Z Gaiden: Saiyajin zetsumetsu keikaku, che tuttavia, come i film della serie, è scollegato dalla trama principale. In quest'OAV la storia degli Tsufuru viene approfondita e si menziona l'esistenza del pianeta Plant, poi ripreso nella serie Dragon Ball GT.
Secondo Dragon Ball Z e Dragon Ball Z Gaiden, gli Tsufuru erano una razza umanoide pacifica e molto sviluppata tecnologicamente che viveva sul pianeta Plant. Furono sterminati in una guerra civile dai barbari Saiyan, che abitavano sul loro stesso pianeta, a causa dell'enorme forza di questi ultimi, contro la quale le loro armi tecnologiche poterono ben poco. In seguito i Saiyan rinominarono il pianeta col nome di Vegeta, dal nome del loro re, e rubarono la tecnologia degli Tsufuru per esplorare lo spazio. Gli Tsufuru sono stati ideati e disegnati da Toriyama in persona, che ha anche progettato le loro caratteristiche fisiche e caratteriali, da come si può leggere in una nota dello stesso autore pubblicata sul quinto Daizenshuu:
(Akira Toriyama)
Cereliani
I cereliani (シリアル人?, Shiriaru-jin) erano la razza aliena nativa di Cereal, a livello anatomico sono identici ai terrestri. Conosciuti soprattutto per le prodigiose capacità del loro occhio destro, di colore rosso, che ha un maggior raggio visivo, può vedere il sistema circolatorio del sangue del corpo di una persona permettendogli di individuare i punti deboli del suo fisico, oltre a poter vedere il flusso di energia di un individuo. La loro aspettativa di vita massima è di 200 anni. Vestivano tutti con lo stesso abbigliamento: guanti senza dita, maglia a maniche corte con sopra un gilet senza maniche, e una sciarpa. Sono abili combattenti pur non essendo forti come i Saiyan che infatti riuscirono a sterminarli, Granolah è l'unico sopravvissuto della sua specie.
Sugariani
I sugariani (シュガ人?, Shuga-jin) sono la civiltà aliena che ha colonizzato Cereal, hanno acquistato il pianeta dagli Heeters dopo che i cereliani vennero eliminati dai Saiyan. Sono umanoidi di bassa statura, il cui aspetto ricorda l'assolotto, creature gentili tecnologicamente progredite.

## Livello di combattimento
Il livello di combattimento (戦闘力?, sentōryoku) è un valore numerico che viene misurato con uno scouter o con un misuratore energetico e che dà la misura della "forza combattiva" di un guerriero, ovvero delle sue capacità e delle sue possibilità di vittoria nella lotta. Il livello di combattimento di un guerriero è determinato dal suo Ki. Il concetto di livello di combattimento compare nella seconda parte del manga Dragon Ball con l'introduzione di Radish, che è il primo a misurare il livello di una persona (un contadino) con l'aiuto di uno scouter.
Con la sola percezione del Ki, ovvero senza l'aiuto di uno strumento tecnologico, è sempre possibile distinguere un soggetto molto forte da uno molto debole, ma non è possibile stabilire il valore preciso della forza combattiva di un guerriero. Inoltre quelli che hanno imparato a controllare il proprio Ki sono in grado di abbassare il proprio livello di combattimento quando sono a riposo e di aumentarlo tramite la concentrazione della propria forza, in particolare durante l'attacco con colpi energetici.
Sebbene la maggior parte dei valori per i livelli di combattimento è rivelata nel manga, alcuni di questi valori provengono dagli adattamenti animati, e altri da guide e artbook ufficiali approvati dall'autore Akira Toriyama. Nonostante l'approvazione dell'autore, alcuni dei livelli presenti nelle fonti esterne al manga si pongono in netta contraddizione con esso.

## Capsule Corporation

Il logo della Capsule Corporation

La Capsule Corporation (カプセルコーポレーション?, Kapuseru Cōporēshon) è un'azienda di prodotti tecnologici di proprietà del Dr. Brief situata nella Città dell'Ovest. La sua sede funge anche da abitazione per lo scienziato, sua moglie, la loro figlia Bulma, Yamcha, Vegeta, Trunks e, per alcuni mesi, dei namecciani a seguito della distruzione di Namecc da parte di Freezer.
Vista dall'esterno, essa appare come un grande edificio di forma semisferica inserito in un prato molto curato nel quale sono presenti altre semisfere di dimensioni inferiori. L'edificio principale è abbastanza grande da avere al suo interno un giardino nel quale il Dr. Brief da rifugio a tutti i cani, gatti e dinosauri abbandonati che trova. L'azienda produce le "Capsule Hoi-Poi" ("Capsule Hoplà" nel doppiaggio italiano degli adattamenti animati) da cui prende il nome ed anche altri prodotti, come alcuni scooter volanti (di cui almeno un modello è adottato dalla polizia della città dell'Ovest). 
Nella serie animata Dragon Ball GT appare una nuova sede dell'azienda, la cui conduzione è passata a Trunks, divenutone il presidente.

## Tornei

### Torneo Tenkaichi
Il Torneo Tenkaichi (天下一武道会?, Tenkaichi Budōkai, da Budokai "raduno di arti marziali" e Tenkaichi "migliore al mondo") è il campionato mondiale di arti marziali della Terra. Nel doppiaggio di Junior TV è chiamato "Il supremo torneo di arti marziali", mentre nell'edizione italiana Mediaset viene chiamato semplicemente "Torneo di arti marziali". Svolta sull'isola Papaya con cadenza variabile, la manifestazione raccoglie sempre un gran numero di lottatori che, superata le iniziali fasi eliminatorie, formano un gruppo di finalisti. In tutti i tornei mostrati nel manga il numero dei combattenti ammessi alle finali è otto o sedici. Questi si affrontano poi in una serie di scontri piramidali fino al combattimento finale che decreta in vincitore. Ciò nonostante, a causa del ritiro della maggior parte dei finalisti, durante il 25º torneo questa regola venne meno e, su proposta di Mr. Satan venne organizzata un combattimento tutti contro tutti fra i cinque combattenti rimasti. Infine, nel 28° e nel 29º torneo il campione in carica accede direttamente alla finale (non viene rivelato se tale modifica al regolamento sia stata implementata nel 28º torneo o in uno dei due precedenti). Nel videogioco Dragon Ball: Raging Blast viene mostrata un'edizione del torneo in cui è possibile partecipare a coppie.
Le regole sono le seguenti: perde chi cade fuori dal ring, si arrende o va K.O. L'uso di armi e/o l'uccisione dell'avversario comporta la squalifica. Oltre a ciò, durante il 21º torneo sono state introdotte due ulteriori regole: la prima è che è vietato utilizzare mezzi di trasporto per impedire la caduta dal ring (vietando a Son Goku di usare la nuvola d'oro a tal scopo). La seconda è che, in caso di doppio K.O. l'incontro viene vinto dal primo combattente che, rialzatosi, dica sorridendo "Io sono il vincitore!".

### Battaglia al Palazzo della Sibilla
La battaglia al Palazzo della Sibilla è un "gioco" di intrattenimento dove Uranai Baba mette a disposizione le sue doti di chiaroveggente, per i clienti che non possono permettersi il suo onorario, a patto che sconfiggano i suoi cinque combattenti in un'esibizione di arti marziali. Gli atleti impiegati dalla donna sono vari ed in alcuni casi ella li recluta perfino dal paradiso. Gli sfidanti devono essere in cinque, la battaglia si svolge in duelli a due combattenti, uno di Uranai Baba e l'altro della controparte, vince la squadra che per prima sconfigge tutti e cinque gli elementi di quella avversaria, i match si svolgono in due ring, il primo nella zona esterna del palazzo simile a quello del Torneo Tenkaichi, il secondo è nei sotterranei del palazzo, dove ci sono due grandi statue di demone, una di fronte all'altra, entrambe con due lunghe lingue all'infuori poste una davanti all'altra, le lingue fanno da campo di combattimento, e sotto c'è una pozza di acido, cadendoci si rischia di morire. Non ci sono regole, si può uccidere l'avversario e usare armi. Goku, Crilin, Yamcha, Puar e Upa combattono contro i guerrieri di Uranai Baba, dove Crilin viene battuto da Draculaman; facendo un'eccezione alla regola a Upa e Puar viene concesso di affrontare Draculaman in coppia e lo sconfiggono, per poi ritirarsi dalla battaglia, Yamcha batte Suke, ma viene sconfitto da Mirra, quest'ultimo poi viene battuto da Goku il quale sconfigge pure Akkuman e Son Gohan. In seguito alla vittoria la chiaroveggente usa i suoi poteri per trovare la sfera del drago che Goku stava cercando.

### Cell Game
Il Cell Game (セルゲームの結末?, Seru Geimu) è un torneo di arti marziali indetto da Cell per dimostrare di essere il più potente del mondo. Cell viene sfidato da Mr. Satan, Son Goku e Son Gohan. Nell'adattamento animato Dragon Ball Z a questi si aggiungono Karoni e Piroshiki, due allievi di Mr. Satan che sfidano Cell prima di Satan stesso. Oltre ai combattenti sul luogo sono presenti anche gli altri guerrieri amici di Goku, l'androide "16" ed una troupe giornalistica. La posta in gioco, in questo caso, non è un premio in denaro ma il destino del pianeta Terra. Durante lo scontro tra Goku e Cell, quest'ultimo decide di distruggere il ring, vedendolo come una limitazione nel duello contro il Saiyan e afferma che da quel momento il campo di battaglia sarebbe stato l'intero pianeta. Dopo che Goku si arrende, Cell genera i Cell Junior che attaccano gli altri guerrieri che stavano assistendo al torneo. In questo modo si crea una lotta senza regole, terminando così il vero torneo ufficiale. Alla fine il vincitore del torneo sarà Gohan, che riuscirà così a salvare le sorti della Terra. La vittoria del torneo, però, viene attribuita a Mr. Satan, che approfittando della distrazione degli operatori televisivi, che per via dei colpi violenti non riescono a riprendere le ultime azioni del torneo, si autoproclama campione.

### Torneo dell'aldilà
Il torneo dell'aldilà (あの世一武道会?, Ano-yo'ichi Budō-kai), o torneo delle quattro galassie (4つの銀河武道会?, 4Tsu no ginga Budō-kai), è un avvenimento di arti marziali esclusivo dell'anime Dragon Ball Z, che avviene a cavallo tra la saga di Cell e quella di Majin Bu. I quattro Re Kaioh, per festeggiare il loro incontro dopo molti secoli, decidono di allestire una sorta di "torneo universale" presentando i migliori guerrieri provenienti dai rispettivi quadranti. Il vincitore, come premio per la vittoria, potrà allenarsi col Gran Maestro Re Kaioh senza dover attendere i consueti mille anni, come vuole la tradizione. Il torneo ha regole simili a quelle del Torneo Tenkaichi, ovvero chi cade fuori dal ring o si arrende perde l'incontro. L'avversario non può venire ucciso, in quanto già deceduto, inoltre è vietato colpire i testicoli. Alla sfida prendono parte molti guerrieri dalle quattro galassie, tra cui Goku, come partecipante della galassia del Nord e Paikuhan, dalla galassia dell'Ovest. I due si incontrano in finale; il combattimento in sé viene vinto da Goku, però il verdetto ufficiale è pareggio in quanto, durante la lotta, i due inavvertitamente hanno toccato coi piedi il soffitto dell'arena senza sapere che toccare il soffitto corrispondeva a cadere dal ring. In realtà, il Gran Maestro ha cercato in tutti i modi una scusa per non allenare Goku e Paikuhan perché, come affermato da lui stesso, erano molto più potenti di lui.

### Torneo universale di arti marziali
Il torneo universale di arti marziali (宇宙一武道会?, Uchū-ichi Budō-kai), chiamato più semplicemente torneo tra il Sesto e il Settimo Universo (6〜7宇宙武道会?, 6 〜 7 Uchū Budō-kai) è un avvenimento di arti marziali che avviene in Dragon Ball Super. Champa, il Dio della distruzione del Sesto Universo, desideroso di avere le pietanze della Terra sempre a disposizione, propone al fratello Beerus, il Dio della distruzione del Settimo Universo, di realizzare un torneo tra i guerrieri dei rispettivi universi in cui l'universo vincitore avrebbe potuto ottenere un qualunque desiderio dalle super sfere del drago. Il torneo si svolge tra cinque individui del Settimo Universo contro cinque del Sesto Universo. La squadra che rappresenta il Sesto Universo è composta da Hit, Frost, Cabba, Botamo e Magetta, mentre il Settimo Universo ha come rappresentati Goku, Vegeta, Piccolo, Majin Bu e Monaka. Prima della lotta i dieci guerrieri devono superare un test scritto per valutare le loro capacità intellettive, al fine di evitare che combattano guerrieri incapaci di comprendere le regole del torneo, ma Majin Bu non supera il test, costringendo il team del Settimo Universo a combattere con soli quattro guerrieri. Il torneo si svolge in duelli tra due combattenti, uno del Sesto e uno del Settimo Universo, e vince il team che per primo sconfigge tutti i membri della squadra avversaria. Durante i match è vietato uccidere l'avversario o usare armi; trasgredire a queste regole comporta la squalifica, anche se Vegeta ha richiesto nel caso di Frost, che aveva violato le regole, di sorvolare e di non squalificarlo. Un avversario è sconfitto se esce fuori dal ring o non è più in grado di proseguire la lotta. Il torneo viene alla fine vinto dalla squadra di Beerus che di conseguenza ottiene le super sfere del drago. La divinità però esprime il desiderio di ricreare la Terra nell'universo del fratello, così che anch'egli possa assaggiare le prelibatezze del pianeta.

#### Torneo di dimostrazione per Zeno
Il torneo di dimostrazione per Zeno (全覧試合?, zenran-jiai) è stato organizzato per Zeno del futuro, il quale non avendo mai assistito ad un torneo non aveva idea di cosa fosse, così ha chiesto alla sua controparte del presente di mostrarglielo. Sia nell'anime che nel manga di Dragon Ball Super il torneo si tiene al Palazzo dello Zeno del presente e viene fatto poco prima del Torneo del Potere. Nell'anime il torneo di dimostrazione è organizzato dal Gran Sacerdote come un piccolo torneo amichevole tra i guerrieri mortali del Settimo e del Nono Universo. I due universi formano ciascuno una squadra di tre combattenti, ciascuno dei quali affronta un solo guerriero della squadra avversaria. Tale torneo non ha vincitori e i perdenti non subiscono punizioni, tuttavia il Gran Sacerdote rivela che se il torneo non è di gradimento dei due Zeno essi potrebbero decidere di uccidere i partecipanti. In tale torneo non ci sono regole, infatti i combattenti possono uccidere gli avversari o usare droghe per potenziarsi, tra l'altro se cadono fuori dal ring l'incontro non termina. Gli scontri terminano solamente se i combattenti non sono più in grado di combattere. Sono stati scelti il Settimo e il Nono Universo perché secondo la classifica di Zeno sarebbero gli universi col minor livello qualitativo medio dei mortali. Goku, Gohan e Majin Bu combattono in rappresentanza del Settimo Universo combattendo rispettivamente contro i membri del Trio Dangers Bergamo, Lavender e Basil. Il torneo viene vinto dal Settimo Universo con un punteggio di due vittorie e un pareggio. Nel manga, invece, il Grande Sacerdote fa sfidare in un incontro amichevole tutti gli Dei della distruzione, e lo scontro viene poi interrotto dal Grande Sacerdote stesso. Alla fine del torneo, inoltre, Goku e Toppo faranno un breve combattimento che nell'anime il Grande Sacerdote interrompe mentre nel manga vengono imposte delle regole, ad esempio è vietata la tecnica della levitazione e perde il combattente che esce fuori dal ring, e Toppo sconfigge Goku vincendo il match.

### Torneo del Potere
Il Torneo del Potere (力の大会?, Chikara no Taikai), o Torneo della Potenza nella versione italiana del manga,  è il più grande avvenimento di arti marziali presente nell'intera serie di Dragon Ball. Tale torneo avviene in Dragon Ball Super. Zeno, dopo aver assistito al torneo tra il Sesto e il Settimo Universo, decide di creare un torneo di arti marziali dove avrebbero combattuto tra loro tutti i dodici universi. Ogni universo avrebbe dovuto presentare una squadra di dieci combattenti che avrebbero sfidato i loro avversari in un ring a forma di trottola. Nel torneo, se una squadra viene sconfitta, l'universo della squadra viene cancellato da Zeno, insieme a tutti i suoi abitanti e ai suoi dèi con l'eccezione del suo Angelo. Tutti i partecipanti si affronteranno in una sola battle royale tutti contro tutti e una volta scaduto il tempo limite, che è di 48 minuti, la squadra che avrà ancora in gioco il maggior numero di combattenti vince e di conseguenza il suo sarà l'unico universo a salvarsi, e di conseguenza tutti gli altri universi perdenti verranno distrutti. L'universo vincitore non otterrà niente come premio, ma il guerriero in esso più valoroso avrà la possibilità di esprimere un desiderio con le super sfere del drago. Tutti gli Dei della distruzione, i Kaiohshin e gli Angeli di tutti gli universi assisteranno a tale torneo dalle tribune. Il torneo si terrà in una dimensione parallela chiamata Mondo del Nulla, dove tempo e spazio non esistono e a detta del Gran Sacerdote, i combattenti potranno utilizzare appieno i loro poteri senza temere ripercussioni sull'ambiente circostante. Il Gran Sacerdote rivelerà in seguito che il Primo, Quinto, Ottavo e Dodicesimo Universo sono in realtà esenti dal partecipare al torneo perché il livello qualitativo medio dei loro mortali è molto alto, infatti Zeno ha stipulato una classifica del livello di progresso medio di tutti gli universi, e parteciperanno al torneo solo quelli che hanno un livello troppo basso. Questi universi, e cioè il Secondo, Terzo, Quarto, Sesto, Settimo, Nono, Decimo e Undicesimo, dovevano essere tutti distrutti ma il torneo darà la possibilità a uno di loro di sopravvivere. Le regole del torneo sono simili a quelle del Torneo Tenkaichi: non si possono usare armi o sostanze potenzianti o curative, anche se è possibile utilizzare ogni oggetto che non rientri in queste categorie, come ad esempio gli orecchini Potara. È vietato uccidere gli avversari, e un combattente perde se viene gettato fuori dal ring. Quando un guerriero cade dal ring, comunque, viene teletrasportato sulle tribune. Inoltre il ring impedisce la tecnica della levitazione (sul ring solo gli Angeli e le divinità possono usare tale tecnica) e potranno dunque volare solo quei guerrieri che saranno naturalmente dotati di ali o di sistemi di propulsione. Il ring, un'enorme piattaforma galleggiante, assomiglia ad un enorme trottola, ed è costituito da un materiale molto resistente chiamato kachi katchin. Per evitare favoritismi sul ring ogni guerriero percepirà la gravità del proprio pianeta.
Il torneo verrà alla fine vinto dal Settimo Universo, in quanto l'ultimo guerriero rimasto sul ring sarà C-17. Quest'ultimo otterrà dunque le super sfere del drago e chiederà a Super Shenron di ripristinare tutti gli universi cancellati da Zeno durante il torneo e di riportare in vita i loro abitanti e le loro divinità. La vittoria del Settimo Universo sancirà anche un suo avanzamento di grado nella classifica di Zeno, e dall'undicesima posizione il Settimo Universo passerà alla decima.